# Habsburg–Toscanai Mária Izabella főhercegnő
Mária Izabella Annunciáta (olaszul: Maria Isabella Annunziata; Firenze, Toszkánai Nagyhercegség, 1834. május 21. – Luzern, Svájc, 1901. július 14.), a Habsburg–Lotaringiai-ház toscanai ágából származó osztrák főhercegnő, toszkánai hercegnő, II. Lipót nagyherceg és Szicíliai Mária Antónia legidősebb leánya, aki nagybátyjával, Ferenc di Paola herceggel kötött házassága révén Trapani grófnéja.

## Származása

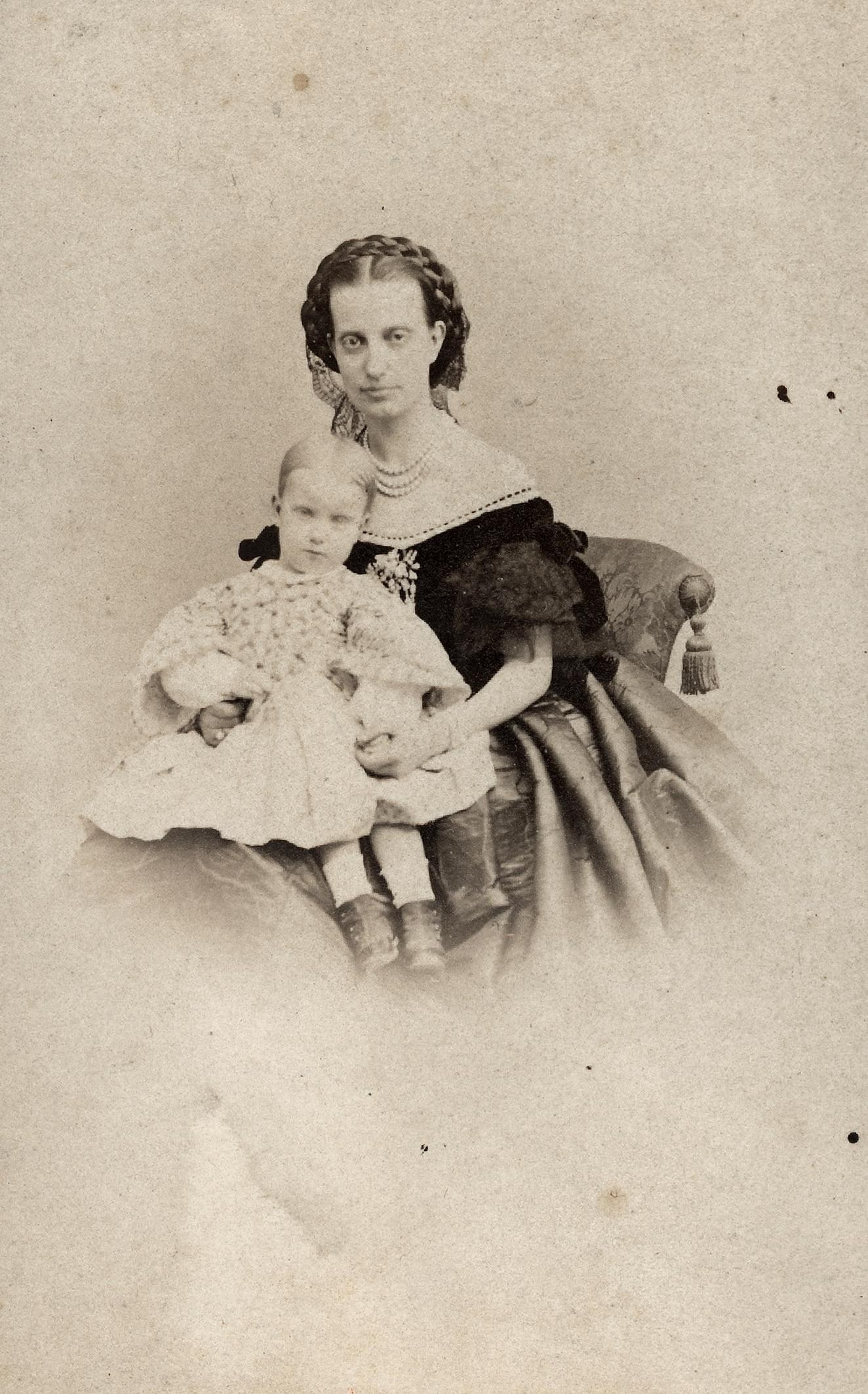
Mária Izabella főhercegnő legidősebb leánya, a kis Mária Antónia Jozefa hercegnő társaságában 1852 körül

Mária Izabella Annunciáta főhercegnő 1834. május 21-én született Firenzében, az osztrák uralkodócsalád, a Habsburg–Lotaringiai-ház toscanai oldalágának tagjaként. Apja II. Lipót toszkánai nagyherceg, aki III. Ferdinánd nagyherceg és Szicíliai Lujza Mária fia volt. A főhercegnő édesanyja a Bourbon-házból való Szicíliai Mária Antónia királyi hercegnő, I. Ferenc nápoly–szicíliai király és Spanyolországi Mária Izabella leánya volt.
Szülei közeli rokoni kapcsolatban álltak, első-unokatestvérek voltak, mivel a főhercegnő apai nagyanyja, Lujza Mária, és anyai nagyapja, I. Ferenc király testvérek voltak, mind a ketten I. Ferdinánd nápoly–szicíliai király és Ausztriai Mária Karolina királyné gyermekeiként.
A főhercegnő keresztelésekor a Mária Izabella Annunciáta Johanna Jozefa Umiltà Apollónia Filoména Virginia Gabriella nevet kapta, olaszul: Maria Isabella Annunziata Giovanna Giuseppa Umiltà Apollonia Filomena Virginia Gabriella.
A főhercegnő volt szülei tíz gyermeke közül első és legidősebb. Testvérei között van a későbbi IV. Ferdinánd toszkánai nagyherceg, továbbá Károly Szalvátor főherceg, a neves tengerkutató Lajos Szalvátor főherceg, valamint Mária Lujza isenburg–büdingeni hercegné, és polgári nevén Johann Orth hajóskapitány is. Apja első házasságából Szászországi Mária Karolinától született féltestvére Auguszta Ferdinanda bajor hercegné.

## Házassága és gyermekei
A főhercegnő férje (édesanyjához hasonlóan) a Capeting-ház Bourbon-házából származó Ferenc di Paola királyi herceg, Trapani grófja, egyben anyai nagybátyja lett. Házasságukra 1850. április 10-én került sor Firenzében. Kapcsolatukból összesen hat gyermek született, amelyek közül ketten érték meg a felnőttkort. Gyermekeik:
- Mária Antónia Jozefa hercegnő (1851. március 16. – 1938. szeptember 12.), aki unokatestvére, Alfonz, Caserta grófjának felesége lett,
- Lipót herceg (1853. szeptember 24. – 1870. szeptember 4.), fiatalon, tizenhét éves korában hunyt el,
- Mária Terézia Pia hercegnő (1855. január 7. – 1856. szeptember 1.), gyermekként halt meg,
- Mária Karolina Jozefa hercegnő (1856. február 21. – 1941. április 7.), Andrzej Przemysław Zamoyski lengyel gróf hitvese lett,
- Ferdinánd Mária herceg (1857. május 25. – 1859. július 22.), gyermekként elhunyt,
- Mária Annunciáta hercegnő (1858. szeptember 21. – 1873. március 20.), fiatalon vesztette életét.